# A holló

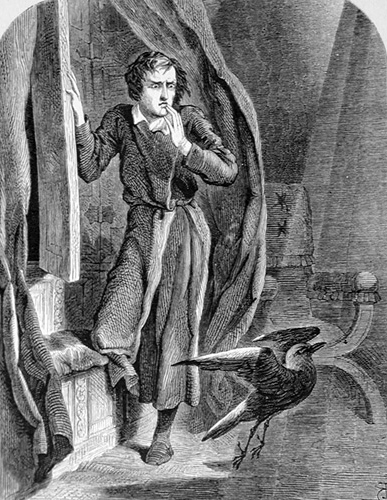
John Tenniel illusztrációja Edgar Allan Poe verséhez (1858)

A holló Edgar Allan Poe amerikai költő, író verse, amely először a New York Evening Mirror nevű lapban jelent meg 1845. január 29-én.
Egy rejtélyes, beszélő holló látogatását meséli el egy bús szerelmes szobájában, akit a holló állandóan ismételt szavai az őrület határára hajszolnak.
A vers Poe mindmáig legismertebb és legnépszerűbb műve.
Műfaját tekintve romantikus líra.
Több tucatnyian ültették át magyarra, az ismertebbek közül Babits Mihály, Kosztolányi Dezső, Tóth Árpád és Faludy György, rajtuk kívül többek közt Radó György, Lévay József, Franyó Zoltán, Harsányi Zsolt, Szász Károly, Telekes Béla, Endrődy János, Csillag Imre, Kántás Balázs, Lőrinczi László és Rossner Roberto.